# Яштуга
Яштуга — деревня в Горномарийском районе Республики Марий Эл Российской Федерации. Входит в состав Пайгусовского сельского поселения.
Численность населения — 150 чел. (2014 год).

## Географическое положение
Деревня Яштуга находится на дороге Козьмодемьянск — Яштуга — Ядрин в 45 км от районного центра, в 3-х км от села Засурье Чувашии и в 5,5 км от федеральной трассы «Волга».

## История
Деревня была основана в 1918 году на бывших помещичьих землях крестьянами-марийцами из ряда окрестных деревень. Название деревни происходит от имени одного из первопоселенцев «Йаштык», второй же вариант от названия коммуны, которая была создана в 1920 году.
В 1920 году в деревне была создана коммуна, которая в 1920-х годах распалась. В 1930 году в деревне был создан колхоз «У ылымаш» («Новая жизнь»). В 1933 году в Яштуге проживало 360 человек. В 1934 году была построена начальная школа.
После войны колхоз вошёл в состав колхоза «Красный май», затем в состав колхоза «Россия». Основными занятиями местных жителей являются полеводство, разведение крупного рогатого скота и пчеловодство. В деревне имеются начальная школа, отделение связи.
Уроженцами Яштуги являются кандидат филологических наук Анна Андреевна Саваткова, автор горномарийских словарей и учебников и доктор исторических наук Виталий Феонович Абрамов.

## Население
| 2002 | 2010 | 2014 |
| ---- | ---- | ---- |
| 141  | ↘127 | ↗150 |